# 白象文化
白象文化事業有限公司，為臺灣的自費出版與出版經紀公司，總部位於臺中軟體園區。是臺灣第一間自費出版的公司。截至2014年，白象文化共出版了上千本書。

## 歷史
2004年時的張輝潭，在聽見朋友抱怨自費出版沒有鋪設通路後，對自費出版產生興趣，進而開設印書小舖。該組織為台中市文化社區團隊「生命力人文工作室」轉投資成立，為臺灣首家專注自費出版的組織。自2004年至2009年，印書小舖共出版327本書。隨著印書小舖經營規模擴大，2009年，張輝潭成立白象文化事業有限公司，處理自行出版事務。2014年，白象文化出版了大約上千本書，平均三天出版一本。2018年9月，在多次承租辦公室以後，白象文化搬遷到臺中軟體園區，作為永久性地址。白象文化除了持續自行出版業務同時，也把自己定位為出版經紀人。

## 外部連結
- 官方網站